# TMBIM1
TMBIM1 (англ. Transmembrane BAX inhibitor motif containing 1) – білок, який кодується однойменним геном, розташованим у людей на короткому плечі 2-ї хромосоми.  Довжина поліпептидного ланцюга білка становить 311 амінокислот, а молекулярна маса — 34 607.
| 10         |  | 20         |  | 30         |  | 40         |  | 50         |
| ---------- |  | ---------- |  | ---------- |  | ---------- |  | ---------- |
| MSNPSAPPPY |  | EDRNPLYPGP |  | PPPGGYGQPS |  | VLPGGYPAYP |  | GYPQPGYGHP |
| AGYPQPMPPT |  | HPMPMNYGPG |  | HGYDGEERAV |  | SDSFGPGEWD |  | DRKVRHTFIR |
| KVYSIISVQL |  | LITVAIIAIF |  | TFVEPVSAFV |  | RRNVAVYYVS |  | YAVFVVTYLI |
| LACCQGPRRR |  | FPWNIILLTL |  | FTFAMGFMTG |  | TISSMYQTKA |  | VIIAMIITAV |
| VSISVTIFCF |  | QTKVDFTSCT |  | GLFCVLGIVL |  | LVTGIVTSIV |  | LYFQYVYWLH |
| MLYAALGAIC |  | FTLFLAYDTQ |  | LVLGNRKHTI |  | SPEDYITGAL |  | QIYTDIIYIF |
| TFVLQLMGDR |  | N          |  |            |  |            |  |            |

A: Аланін

C: Цистеїн

D: Аспарагінова кислота

E: Глутамінова кислота

F: Фенілаланін

G: Гліцин

H: Гістидин

I: Ізолейцин

K: Лізин

L: Лейцин

M: Метіонін

N: Аспарагін

P: Пролін

Q: Глутамін

R: Аргінін

S: Серин

T: Треонін

V: Валін

W: Триптофан

Кодований геном білок за функцією належить до фосфопротеїнів. 
Задіяний у такому біологічному процесі як поліморфізм. 
Локалізований у мембрані, лізосомі, ендосомах.